# مایکل هشت (بازیکن فوتبال)
مایکل هشت (انگلیسی: Michael Hecht؛ زادهٔ ۲۷ آوریل ۱۹۶۵) بازیکن فوتبال اهل آلمان است.
از باشگاه‌هایی که در آن بازی کرده‌است می‌توان به باشگاه فوتبال بایرن مونیخ ۲، باشگاه فوتبال دینامو درسدن، باشگاه فوتبال آگسبورگ، باشگاه فوتبال گروتر فورث، باشگاه فوتبال مونیخ ۱۸۶۰، باشگاه فوتبال بایرن مونیخ، و باشگاه فوتبال وورتسبورگ کیکرز اشاره کرد.